# Noll Glacier
Noll Glacier är en glaciär i Antarktis. Den ligger i Östantarktis. Australien gör anspråk på området. Noll Glacier ligger 209 meter över havet.
Terrängen runt Noll Glacier är platt åt nordost, men åt sydväst är den kuperad. Terrängen runt Noll Glacier sluttar norrut. Trakten är glest befolkad. Närmaste befolkade plats är Leningradskaya Station, 10,7 km nordost om Noll Glacier. 